# Villandraut
Villandraut é uma comuna francesa na região administrativa da Nova Aquitânia, no departamento da Gironda. Estende-se por uma área de 12,53 km². Em 2010 a comuna tinha 1 114 habitantes (densidade: 88,9 hab./km²).
Nessa cidade nasceu o Papa Clemente V, que pontificou no início do século XIV.